# Макс Горкгаймер

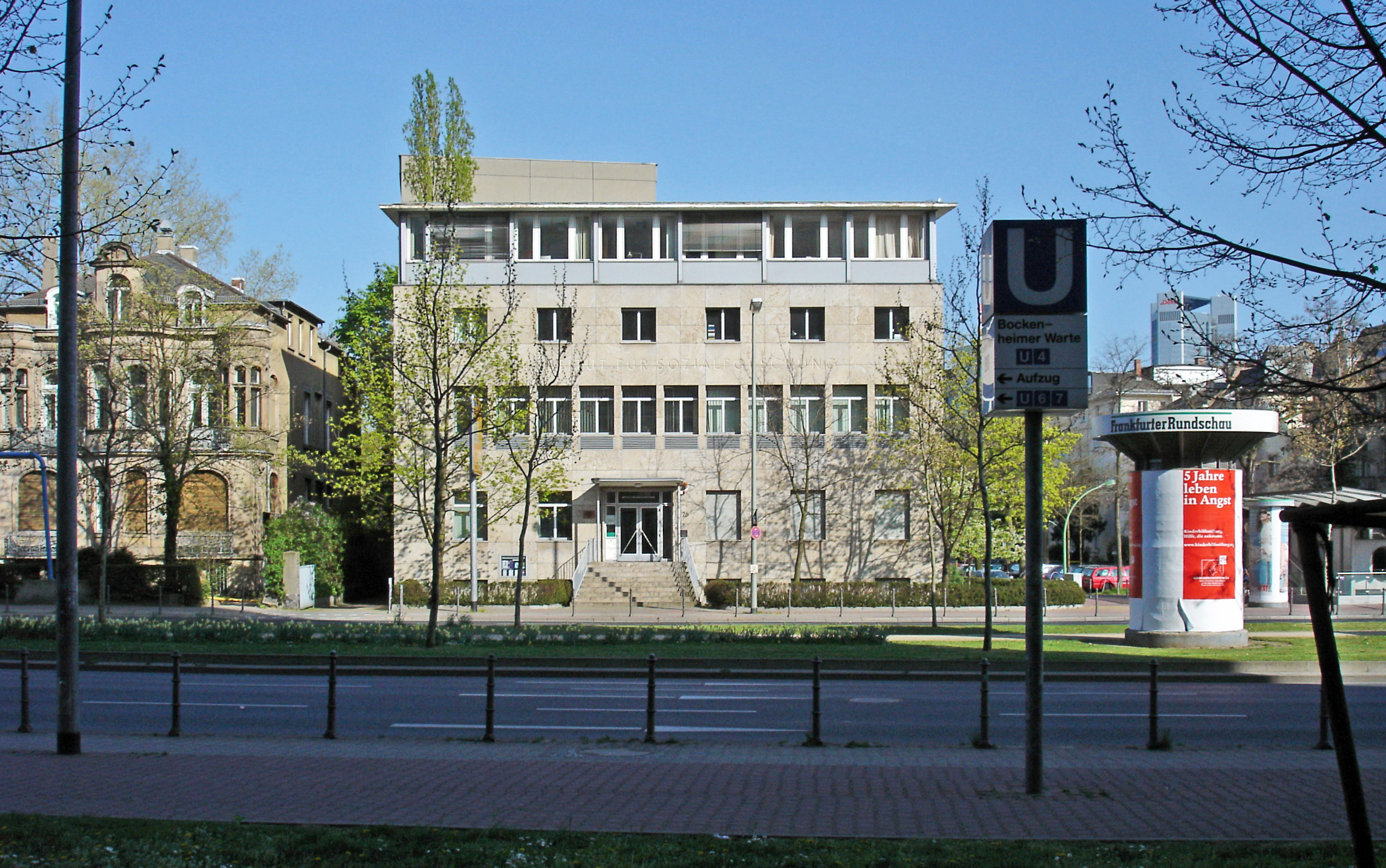
Інститут соціальних досліджень у Франкфурті, де Горкгаймер працював директором більше 30 років

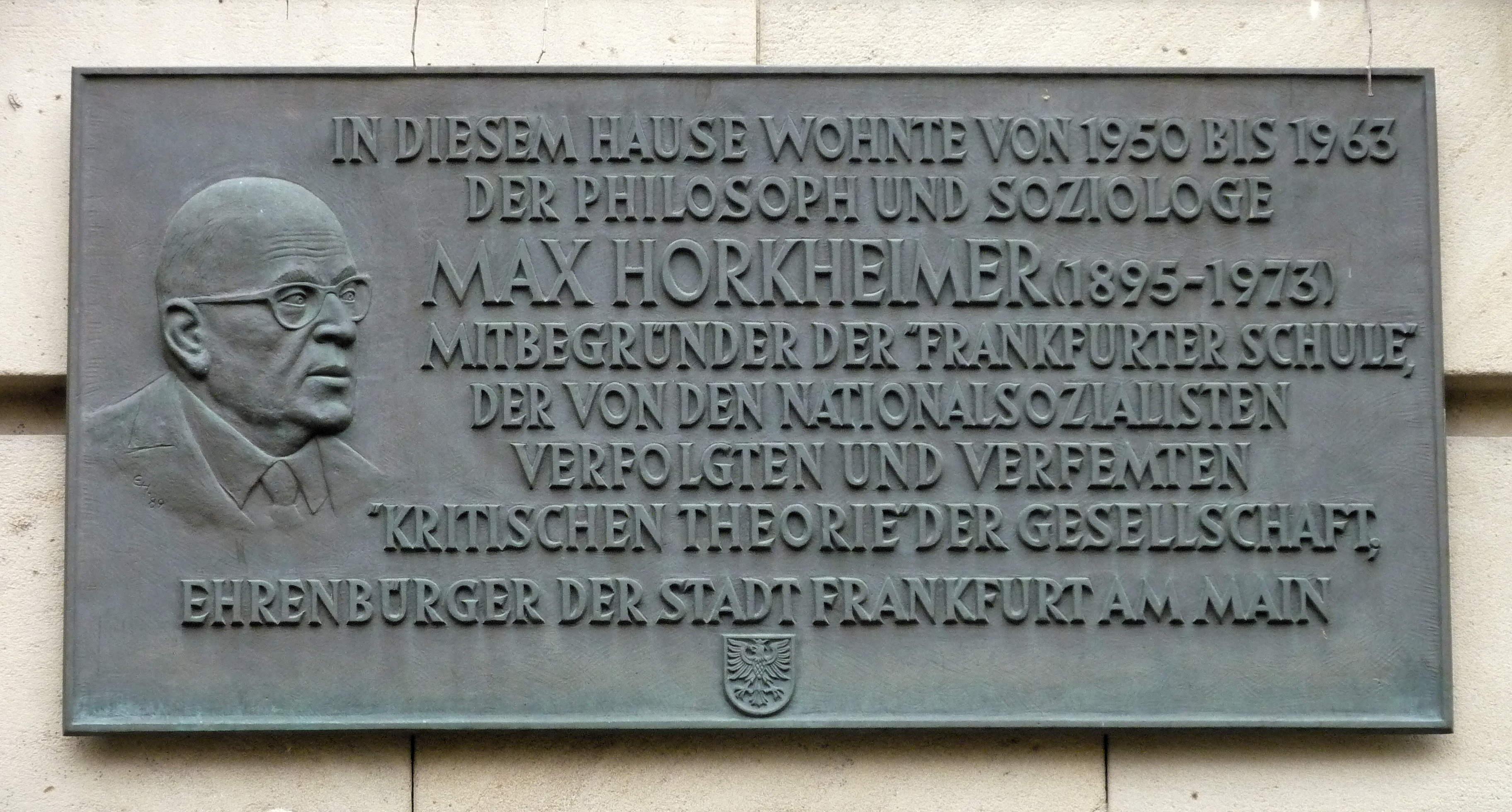
Меморіальна дошка у Франкфурті

Макс Горкгаймер (нім. Max Horkheimer; 14 лютого 1895, Штутгарт — 7 липня 1973, Нюрнберг) — німецький філософ і соціолог, один із засновників Франкфуртської школи.

## Біографія
Народився 14 лютого 1895 року в Штутгарті в консервативній єврейській родині, і був єдиним сином Моріца і Бабет Горкгаймер. Успішний бізнесмен, власник декількох текстильниї фабрик, Моріц Горкгаймер прагнув, щоб син пішов його шляхом, тому в 1910 році у шістнадцятирічному віці був змушений залишити навчання, щоб піти працювати на заводі батька. У цей період він познайомився з Фредеріком Поллоком та Роуз Райкхер (своєю майбутньою дружиною). Навесні 1919 року Горкгаймер починає навчання в Мюнхенському університеті, де вивчає філософію та психологію, але через один семестр переїжджає до Франкфурту-на-Майні, де розпочинає навчання в Йоганна Корнеліуса. Там же познайомився з Теодором Адорно. Це знайомство стало початком тривалої дружби та плідної співпраці. У 1925 захистив дисертацію, присвячену Іммануїлу Канту й отримав місце лектора у Франкфурті.
Найважливіші моменти з молодих академічних років Горкгаймера настануть в 1930 роках. З 1930 року був професором (1930—1933 і 1949—1963), а після війни ректором (1951—1953) університету у Франкфурті-на-Майні. У 1930 році також став директором Інституту соціальних досліджень і залишався ним до 1965 року. На чолі Інститут Горкгаймер сприяв розвитку на його базі неомарксистської Франкфуртської школи. Після приходу до влади нацистів, Горкгаймер був позбавлений посади професора та директора Інституту. Залишив Німеччину, переїхавши до Женеви. У 1934—1949 роках перебував в еміграції у США, де був професором Колумбійського університету.
Видавав журнал «Zeitschrift für Sozialforschung» («Журнал соціальних досліджень»; 1932—1941). Після війни виступив з серією публікацій з дослідження національних і расових забобонів («Studies in prejudice», v. 1-5, 1949—1950). Написана Горкгаймером спільно з Теодором Адорно «Діалектика Просвітництва» (1947) стала програмним текстом філософсько-соціологічних ідей Франкфуртської школи.
У розвинутій ним так званій критичній теорії суспільства Горкгаймер намагався поєднати запозичені у Карла Маркса мотиви критики капіталістичного суспільства з ідеями геґелівської діалектики та психоаналізу Зигмунда Фройда, а також етики Артура Шопенгавера.
Місто Франкфурт пошанувало Горкгаймера спеціальною відзнакою Goethe-Plakette (1953) та удостоїло його звання «почесний громадянин Франкфурта» (1960). У 1953 та 1959 році Горкгаймер приїздив до Чикаго, де прочитав курси лекцій у Чиказькому університеті. У 1957 році Горкгаймер разом з німецьким економістом Фрідріхом Поллоком оселився в містечку Монтаньола (Швейцарія). Помер у 1973 році в Нюрнберзі. Був похований на Єврейському кладовищі міста Берна.
Наступником Горкгаймера на кафедрі Франкфуртського університету став його учень Альфред Шмідт.

## Основні праці та ідеї

### Матеріалізм та програма Інституту соціальних досліджень
Ідейні засади, що орієнтували роботу Інституту соціальних досліджень, відомі як «критична теорія», що була розвинута більшою мірою М.Горкгаймером у різних працях 1930-х років. У своїх ранніх працях він вживав термін «матеріалізм» частіше, ніж критична теорія, для означення його філософського погляду. Ця теорія бере натхнення з ідей К. Маркса. Для того, щоб зібрати докупи матеріалістичний метод Горкгаймера, можна проаналізувати його інавгуральну промову 1931 року на посаду директора Інституту. Одним із найфундаментальніших елементів світоглядного погляду Горкгаймера було те, що соціальна філософія повинна бути пов'язана з практичними цілями зменшення страждань. Поряд із цим, власне трактування розуму відіграє вирішальну роль в ідеях Горкгаймера. Він критикує історію сучасної німецької філософії, що лежить на працях Геґеля. Далі він критикує надмірну спеціалізацію наук. Мета матеріалістичного соціального дослідження в тому, щоб поєднати специфічні емпіричні дослідження з загальнішим теоретизуванням. Він закінчує тим, що це дослідження буде мати мету в роз'єднанні зв'язків між економічними структурами, психологією, та культурою, і така робота різних соціальних науковців та теоретиків може бути зібрана, щоб змінити емпірично сформовану картину суспільства, що може замінити такі попередні метафізичні категорії як Універсальний Розум чи Дух.
Виділяють чотири елементи, які стають ключовими. Це: акцентування уваги на стражданні та щасті; роль, яку грає раціональність у вивільняючих діях; поєднана критика метафізики та позитивізму; та методологія міждисциплінарних соціальних досліджень.

### «Затемнення розуму»
Горкгаймер написав книгу «Затемнення розуму», яка була опублікована в 1947 році англійською мовою. Книга об'єднує серію лекцій, прочитаних у Колумбійському університеті в 1944, та, як автор пише в її передмові, представляє короткий виклад деяких аспектів його праці з Теодором Адорно, результатом якої стала «Діалектика Просвітництва». Це стане найвідоміша праця «першого покоління» Франкфуртської школи.
Книга Горкгаймера «Затемнення розуму» складається з п'яти частин: Засоби та цілі, Конфліктуючі засоби, Повстання природи, Зростання та розпад особистості та Поняття філософії. основними поняттями є об'єктивний та суб'єктивний розум.
У праці застосовується критичний опис того, як розум стає ірраціональним, роблячи акцент на інструментальні аспекти. Автор аналізує зміну розуму через історію західної філософської думки. Він визначає справжній розум через раціональність, а також, описує різницю між об'єктивним, суб'єктивним та інструментальним розумом, та описує перехід від об'єктивного до суб'єктивного розуму, через процес формалізації. Об'єктивний розум має справу з загальною істинністю, що визначає дію як правильну чи ні, а також зацікавлений у результаті. Об'єктивний розум, на думку Горкгаймера, асоціюється з визначними метафізичним системами в історії від Платона до німецького ідеалізму. Інструментальний або суб'єктивний розум зацікавлений лише у визначенні засобів для досягнення результату, не задумуючись над результатом як таким. Бути резонним(розумним) в цьому контексті значить бути хорошим (потрібним) для чогось іншого. В інструментальному розумі, основним критерієм розуму є його експлуатаційна цінність або цінність мети. Оскільки в суспільстві править суб'єктивний розум, тому його ідеали стають залежними від інтересів людей, а не від об'єктивної істини. Єдиним інтересом виступає самозбереження та адаптація, чому й служить суб'єктивний розум.
Горкгаймер описує індивіда в сучасному світі. Він пише про те, що людські істоти, асоціюючи себе з суспільством, поділяють свою долю з іншим світом. Таким чином вони стають частиною суспільства, втрачаючи свою індивідуальність. Відбувається постійний примус на людину, що накладається суспільством. Індивід, в сучасному суспільстві, втратив здатність мислити та діяти самостійно. До такого висновку приходить Горкгаймер у своїй праці.

### Повне зібрання праць
- Gesammelte Schriften. Bände 1 — 19. Herausgegeben von Alfred Schmidt und Gunzelin Schmid Noerr. Fischer Taschenbuch Verlag, Frankfurt am Main 1985ff.

### Окремі праці
- Über Kants Kritik der Urteilskraft als Bindeglied zwischen theoretischer und praktischer Philosophie. Habilitation. Frankfurt am Main 1925.
- Anfänge der bürgerlichen Geschichtsphilosophie. Stuttgart: Kohlhammer, 1930.
- Die gegenwärtige Lage der Sozialphilosophie und die Aufgaben eines Instituts für Sozialforschung. Öffentliche Antrittsvorlesung bei Übernahme des Lehrstuhls für Sozialphilosophie und der Leitung des Instituts für Sozialforschung am 24. Januar 1931 / gehalten von Max Horkheimer. — Frankfurt am Main: Englert & Schlosser, 1931.
- Dämmerung. Notizen in Deutschland. [unter d. Pseud.: Heinrich Regius]. — Zürich: Oprecht und Helbling, 1934.
- (mit Theodor W. Adorno) Philosophische Fragmente. [hektographiertes Typoskript]. New York, Los Angeles: Institute of Social Research, 1944.
- (mit Theodor W. Adorno) Dialektik der Aufklärung. Philosophische Fragmente. Querido Verlag, Amsterdam 1947. ND Fischer 1988, ISBN 978-3-596-27404-8.
- Zum Begriff der Vernunft. Festrede bei der Rektoratsübergabe … am 20. November 1951. Frankfurt, Main: Klostermann, 1952
- Survey of the social sciences in Western Germany: a report on recent developments / by Max Horkheimer. — Washington: Libr. of Congress, Reference Dep., European Affairs Div., 1952.
- Gegenwärtige Probleme der Universität. [enthält:] Akademisches Studium; Begriff der Bildung; Fragen des Hochschulunterrichts Frankfurt am Main: Klostermann, 1953.
- Über die deutschen Juden. Vortrag. Köln: DuMont, 1961.
- Um die Freiheit. Stuttgart: Europ. Verl.-Anst., 1962.
- Über das Vorurteil. Köln [u.a.]: Westdt. Verl., 1963.
- Zur Kritik der instrumentellen Vernunft. Frankfurt am Main 1967, ISBN 978-3-596-17820-9.
- Autoritärer Staat. Die Juden und Europa [u.a.]. Aufsätze 1939 −1941. Amsterdam: de Munter, 1967.
- Die Sehnsucht nach dem ganz Anderen — Ein Interview mit Kommentar von Helmut Gumnior (Stundenbücher). Furche, Hamburg 1970, ISBN 978-3-7730-0023-1.
- Traditionelle und kritische Theorie: Fünf Aufsätze. Frankfurt am Main 1970, 7. Auflage 1992, ISBN 978-3-596-11328-6.
- Vernunft und Selbsterhaltung. Fischer, Frankfurt a.M. 1970.
- Sozialphilosophische Studien: Aufsätze, Reden und Vorträge 1930 — 1972; mit einem Anhang über Universität und Studium / Max Horkheimer. — Frankfurt am Main: Athenäum Fischer Taschenbuch Verl., 1972.
- Gesellschaft im Übergang: Aufsätze, Reden und Vorträge 1942 — 1970 hrsg. von Werner Brede. Frankfurt am Main: Athenäum-Fischer-Taschenbuch-Verl., 1972. ISBN 978-3-596-26545-9.
- Aus der Pubertät: Novellen und Tagebuchblätter / Max Horkheimer. — München: Kösel, 1974.
- Die gesellschaftliche Funktion der Philosophie. Ausgewählte Essays. Suhrkamp, Frankfurt am Main 1988, ISBN 978-3-518-01391-5.
- Studien über Autorität und Familie: Forschungsberichte aus dem Institut für Sozialforschung / Max Horkheimer; Erich Fromm; Herbert Marcuse. Reprint der Ausg. Paris 1936, Lüneburg: zu Klampen, 2005. ISBN 978-3-934920-49-1.

## Переклади українською
- 1932 Макс Горкгаймер. Переднє слово до першого числа «Часопису соціяльних досліджень». Пер. із нім. Віталія Брижніка. [file:///C:/Users/Vitaliy%20Bryzhnik/Downloads/1932%20(1).pdf]
- 1932 Макс Горкгаймер. Історія і психологія. Пер. із нім. Віталія Брижніка. Sententiae 39:2 (2020). Вінниця: 2020. С. 139 —169.
- 1947 Макс Горкгаймер. Критика інструментального розуму. Переклад, передмова та післямова Марії Култаєвої. Київ: ППC — 002, 2006. 282 с. (Сучасна гуманітарна бібліотека). ISBN 966-96471-4-2 (Передмова до українського видання [Архівовано 31 січня 2012 у Wayback Machine.])
- 1948 Макс Горкгаймер. Філософія та університетське навчання. Пер. із нім. Віталія Брижніка. Міжнародний науковий журнал «Університети і лідерство», 16 (2023). Київ: 2023. С. 189—199.
- 1951 Макс Горкгаймер. Соціологія в університеті. Пер. із нім. Віталія Брижніка. Міжнародний науковий журнал «Університети і лідерство», 17(2024). Kиїв: 2024. С. 172—175.
- 1952 Макс Горкгаймер. Академічне навчання в університеті. Пер. із нім. Віталія Брижніка. Міжнародний науковий журнал «Університети і лідерство», 17(2024). Kиїв: 2024. С. 164—171.
- 1952 Макс Горкгаймер. Питання щодо викладання у вищій школі.  Пер. із нім. Віталія Брижніка. Міжнародний науковий журнал «Університети і лідерство», 19 (2025). Kиїв: 2025. С. 148—159. https://ul-journal.org/index.php/journal/article/view/282/248
- Три помилки Маркса (1956—1958) [Архівовано 13 січня 2020 у Wayback Machine.]

## Переклади англійською
- Max Horkheimer Internet Archive [Архівовано 21 серпня 2011 у Wayback Machine.] на сайті представлені повні тексти Enlightenment as Mass Deception (1944), Theism and Atheism (1963) та Feudal Lord, Customer, and Specialist (1964).(англ.)